# Kiefersfelden
Kiefersfelden è un comune tedesco di 6 775 abitanti, situato nel land della Baviera.